# Adolf Nowaczyński
Adolf Nowaczyński, född 9 januari 1876 i Podgórze vid Kraków, död 3 juli 1944 i Warszawa, var en polsk författare.
Nowaczyński debuterade 1899 med uppseendeväckande satirer av politiskt och socialt innehåll samt litterära studier och skisser. Bland hans sceniska arbeten märks den dramatiserade krönikan om Napoleon I:s återtåg från Ryssland, Bóg wojny i Car samozwaniec, samt Car Dymitr Joannowicz, även det en historisk studie.

## Fotnoter
1. 1 2  Brockhaus Enzyklopädie, Brockhaus Enzyklopädie-ID: nowaczynski-adolf, läst: 9 oktober 2017.[källa från Wikidata]
2. 1 2  Internetowy Polski Słownik Biograficzny, Internetowy Polski Słownik Biograficzny-ID: adolf-antoni-nowaczynski-pisarz-wiesz.[källa från Wikidata]
3. 1 2  Olomoucs stadsbiblioteks regionala databas, läs online, läst: 25 september 2024.[källa från Wikidata]
4. 1 2  Sejm-Wielki.pl profil-ID: psb.20138.1.[källa från Wikidata]
5. ↑  Olomoucs stadsbiblioteks regionala databas, läs online, läst: 26 september 2024.[källa från Wikidata]